# Анрі Декае
Анрі́ Декае́ (фр. Henri Decaë; 31 липня 1915, Сен-Дені — 7 березня 1987, Париж) — французький кінооператор.

## Біографія
Закінчив Національну вищу школу імені Луї Люм'єра. У роки Другої світової війни був фронтовим фоторепортером. Потім знімав короткометражні фільми, рекламні ролики, виступав як звукооператор. З кінця 1940-х працював з видатними режисерами нової хвилі — за відгуках критики, без нього нова хвиля була б неможливою.

## Вибіркова фільмографія
- 1949: Тиша моря / Le Silence de la Mer (Жан-П'єр Мельвіль)
- 1950: Важкі діти / Les Enfants terribles (Жан-П'єр Мельвіль)
- 1954: Navigation marchande atlantique (Жорж Франжю, документальний)
- 1956: Боб-щасливчик / Bob le flambeur (Жан-П'єр Мельвіль)
- 1957: SOS Норона! / S.O.S. Noronha (Жорж Рук'є, за романом П'єра Буало і Тома Нарсежака)
- 1958: Красунчик Серж / Le Beau Serge (Клод Шаброль)
- 1958: Ліфт на ешафот/ Ascenseur pour l'échafaud (Луї Маль)
- 1958: Коханці / Les Amants (Луї Маль)
- 1959: Кузени / Les Cousins (Клод Шаброль)
- 1959: Чотириста ударів / Les Quatre cents coups (Франсуа Трюффо)
- 1959: Свідок у місті / Un témoin dans la ville (Едуар Молінаро)
- 1959: Подвійний поворот ключа / À double tour (Клод Шаброль)
- 1960: На яскравому сонці / Plein soleil (Рене Клеман)
- 1960: Красунечки / Les Bonnes femmes (Клод Шаброль)
- 1961: Як радісно жити / Che gioia vivere (Рене Клеман)
- 1961: Леон Морен, священик / Léon Morin, prêtre (Жан-П'єр Мельвіль)
- 1962: Приватне життя / Vie privée (Луї Маль)
- 1962: Сім смертних гріхів / Sept péchés capitaux (Жак Демі, Роже Вадим, Жан-Люк Годар)
- 1962: Єва / Eva (Джозеф Лоузі)
- 1963: День і час / Le Jour et l'heure (Рене Клеман)
- 1963: Фершо старший / L'Aîné des Ferchaux (Жан-П'єр Мельвіль)
- 1964: Чорний тюльпан / La Tulipe noire (Крістіан Жак)
- 1964: Хижаки / Les Félins (Рене Клеман)
- 1964: Карусель / La Ronde (Роже Вадим)
- 1964: Вікенд на березі океану / Week-end à Zuydcoote (Анрі Верней)
- 1965: Роззява / Le Corniaud (Жерар Урі)
- 1965: Віва Марія! / Viva Maria! (Луї Маль)
- 1967: Ніч генералів / The Night of the Generals (Анатоль Литвак)
- 1967: Злодій / Le Voleur (Луї Маль)
- 1967: Самурай/ Le Samouraï (Жан-П'єр Мельвіль)
- 1967: Диявольськи Ваш / Diaboliquement vôtre (Жюльєн Дювів'є)
- 1969: Охорона замку / Castle Keep (Сідні Поллак)
- 1969: Сицилійський клан / Le Clan des Siciliens (Анрі Верней)
- 1970: Здрастуй — прощавай / Hello-Goodbye (Жан Негулеско)
- 1970: Червоне коло / Le Cercle rouge (Жан-П'єр Мельвіль)
- 1971: Манія величі / La Folie des grandeurs (Жерар Урі)
- 1971: Маяк на краю світу / The Light at the Edge of the World (Кевін Білінгтон[en])
- 1973: Якби Дон Жуан був жінкою / Don Juan ou Si Don Juan était une femme… (Роже Вадим)
- 1973: Пригоди рабина Якова / Les Aventures de Rabbi Jacob (Жерар Урі)
- 1975: Тримай у полі зору / La Course à l'échalote (Клод Зіді)
- 1977: Боббі Дірфілд / Bobby Deerfield (Сідні Поллак)
- 1978: Хлопці з Бразилії / The Boys from Brazil (Франклін Дж. Шеффнер)
- 1979: Хто є хто / Flic Ou Voyou (Жорж Лотнер)
- 1980: Укол парасолькою / Le Coup du parapluie (Жерар Урі)
- 1980: Гра в чотири руки / Le Guignolo (Жорж Лотнер)
- 1980: Інспектор-роззява / Inspecteur la Bavure (Клод Зіді)
- 1984: Помста пернатого змія / La Vengeance du serpent à plumes (Жерар Урі)
- 1987: Рив'єра / Riviera (Джон Франкенгаймер, Алан Сміті)